# Hainer Hütte
Die Hainer Hütte war eine Eisenhütte im Vorort Hain der westfälischen Stadt Siegen. Die Hütte gilt als ältestes Hüttenwerk im Siegerland. Sie produzierte Walzengusseisen.
Die Hainer Hütte wurde in den Jahren 1444/1445 erstmals als Ort der Verhüttung von Erz urkundlich erwähnt. Um sie herum entstand der Siegener Vorort Hain, dessen Bezeichnung heute noch bekannt ist. Eine Landkarte der Stadt Siegen aus dem Jahr 1736 verzeichnet am Ufer des Flusses Weiß sowohl die Hainer Hütte als auch einen Hainer Hammer. 1875 nahm die Hütte einen mit Koks betriebenen Hochofen in Betrieb. Neben dem Hüttenbetrieb bestanden in Hain zwei Gießereien. Die Gießerei Peipers bestand ab 1882, sie und die Hütte wurden an die Eisern-Siegener Eisenbahn angeschlossen. Die Hainer Hüttengewerkschaft war 1881 größter Aktionär der Bahn. 1916 wurde die Hainer Hütte an die Gießerei Peipers angegliedert. Mit knapp 50 Beschäftigten erreichte die Hütte 1924 eine Jahresproduktion von 20.000 t Spezialroheisen. Aufgrund von Umbauarbeiten wurde die Hainer Hütte im April 1944 stillgelegt. Am 16. Dezember desselben Jahres wurde sie beim Bombenangriff auf Siegen beschädigt. Durch den Schaden und den Koksmangel nach dem Zweiten Weltkrieg nahm sie ihren Betrieb erst 1951 wieder auf. Im Jahr 1962 wurde die Hütte schließlich komplett stillgelegt.